# Diocèse de Deventer
Le diocèse de Deventer est un ancien diocèse suffragant de l'archidiocèse d'Utrecht. Il est érigé le 12 mai 1559 par la bulle Super universas, et supprimé par la révolte calviniste en 1591.

## Histoire
Érigé à la demande du roi Philippe II d'Espagne, le diocèse de Deventer couvre Overijssel, une partie du duché de Gueldre, et les comtés de Zutphen, Bentheim et lingen.
Selon l'historien du XIXe siècle, Abraham Jacob van der Aa, le premier évêque nommé par Philippe II est Johannes Mahusius, mais il n'occupe jamais le poste en raison de l'occupation des États, et démissionne en 1570 pour cause de maladie. Il est remplacé par Egidius de Monte, établi à Deventer par le duc Ferdinand Alvare de Tolède. Après sa mort en 1589, Gĳsbertus Coeverincx est nommé troisième évêque de Deventer, mais avant qu'il ne puisse être consacré en 1591, Maurice de Nassau, prince d'Orange, conquiert la ville, et le diocèse cesse d'exister.
L'église Saint-Lébuin qui sert de cathédrale au diocèse de Deventer est ensuite prise dans la révolte des calvinistes. Aujourd'hui, c'est une église protestante, communément appelée la Grote Kerkhof (Grande Église). Elle est située dans le vieux centre ville, sur la place du marché, le long de la rivière IJssel.
Après le rétablissement de la hiérarchie épiscopale aux Pays-Bas en 1853, on envisage de redonner un siège épiscopal à Deventer mais le nombre de diocèse se limite à l'archidiocèse d'Utrecht et aux diocèses suffragants de Breda, Haarlem, Bois-le-Duc et Ruremonde. Deventer n'est pas choisi non plus lorsque deux nouveaux diocèses sont créés en 1956 (Groningen et Rotterdam). 